# アルヴァン・クラーク

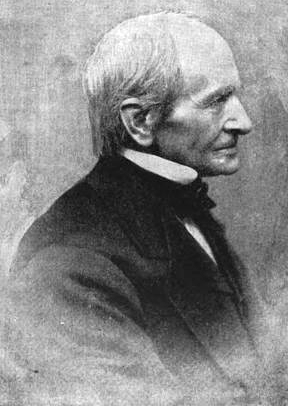
Alvan Clark

アルヴァン・クラーク（Alvan Clark 、1804年3月8日-1887年8月19日）は、アメリカの天文学者で望遠鏡製作者。マサチューセッツ州アシュフィールド生まれで、もともとは肖像画家だったが、40歳で望遠鏡製作を始める。2人の息子と設立したアルヴァン・クラーク・アンド・サンズで彼は、 バーミンガムのチャンス商会が製造した光学ガラスを研磨して、当時世界最大級の屈折望遠鏡などを数々製作した。その主要なものには、ディアボーン天文台（旧シカゴ大学付属）の18.5インチ径（元々ミシシッピ大学用に製作されたレンズ）、アメリカ海軍天文台の26インチ径、プルコヴォ天文台の30インチ径（レニングラード包囲戦で破壊、レンズのみ無事）、リック天文台の36インチ径、現存する世界最大の屈折望遠鏡であるヤーキス天文台の40インチ径などがある。息子のひとりアルヴァン・グラハム・クラークはレンズのテスト中にシリウスの伴星を発見した。共同経営者のもうひとりの息子はジョージ・バセット・クラークである。
他に写真レンズでも、20世紀後半に一眼レフ用大口径標準レンズで広く採用された構成であるダブルガウス型の祖先とされるレンズの設計が、彼の手によるものである。
彼の業績を讃えて月と火星にその名のクレーターがある。

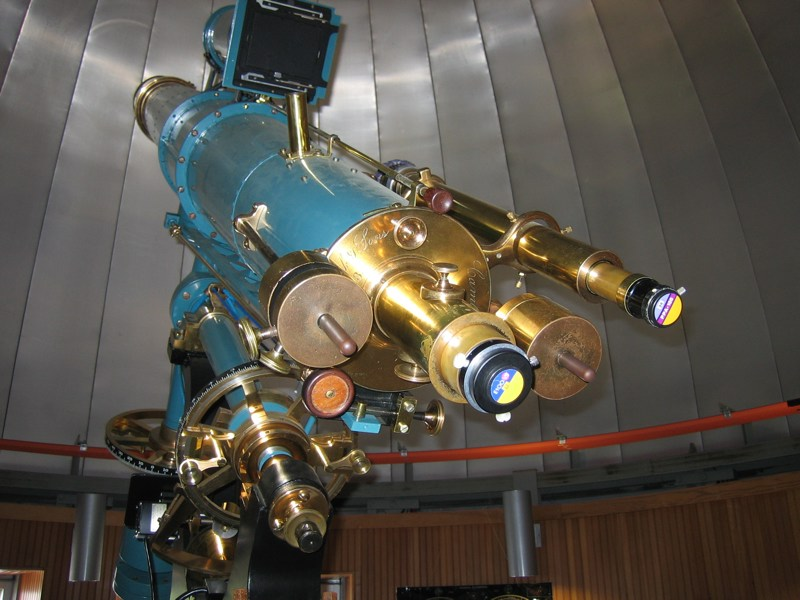
シャボー宇宙科学センター（英語版）の8インチ望遠鏡
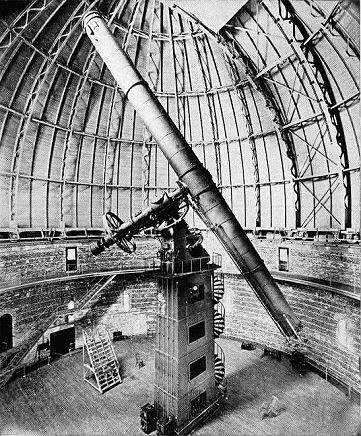
ヤーキス天文台の40インチ望遠鏡
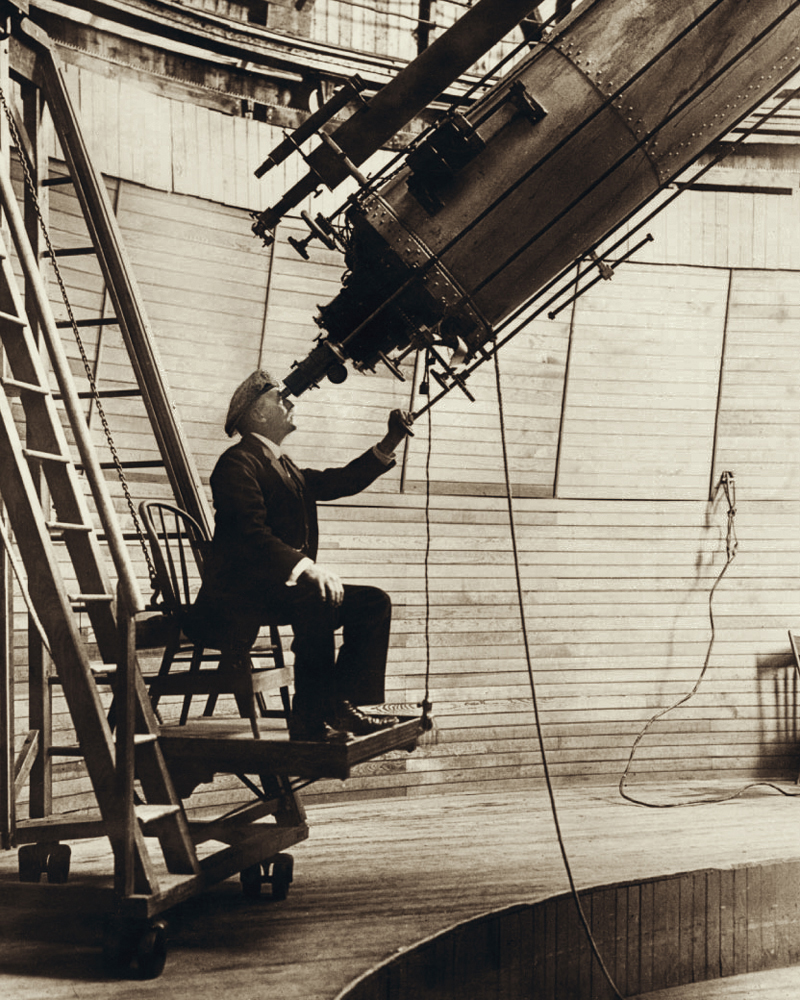
パーシヴァル・ローウェルが火星観測に使ったローウェル天文台の24インチ望遠鏡
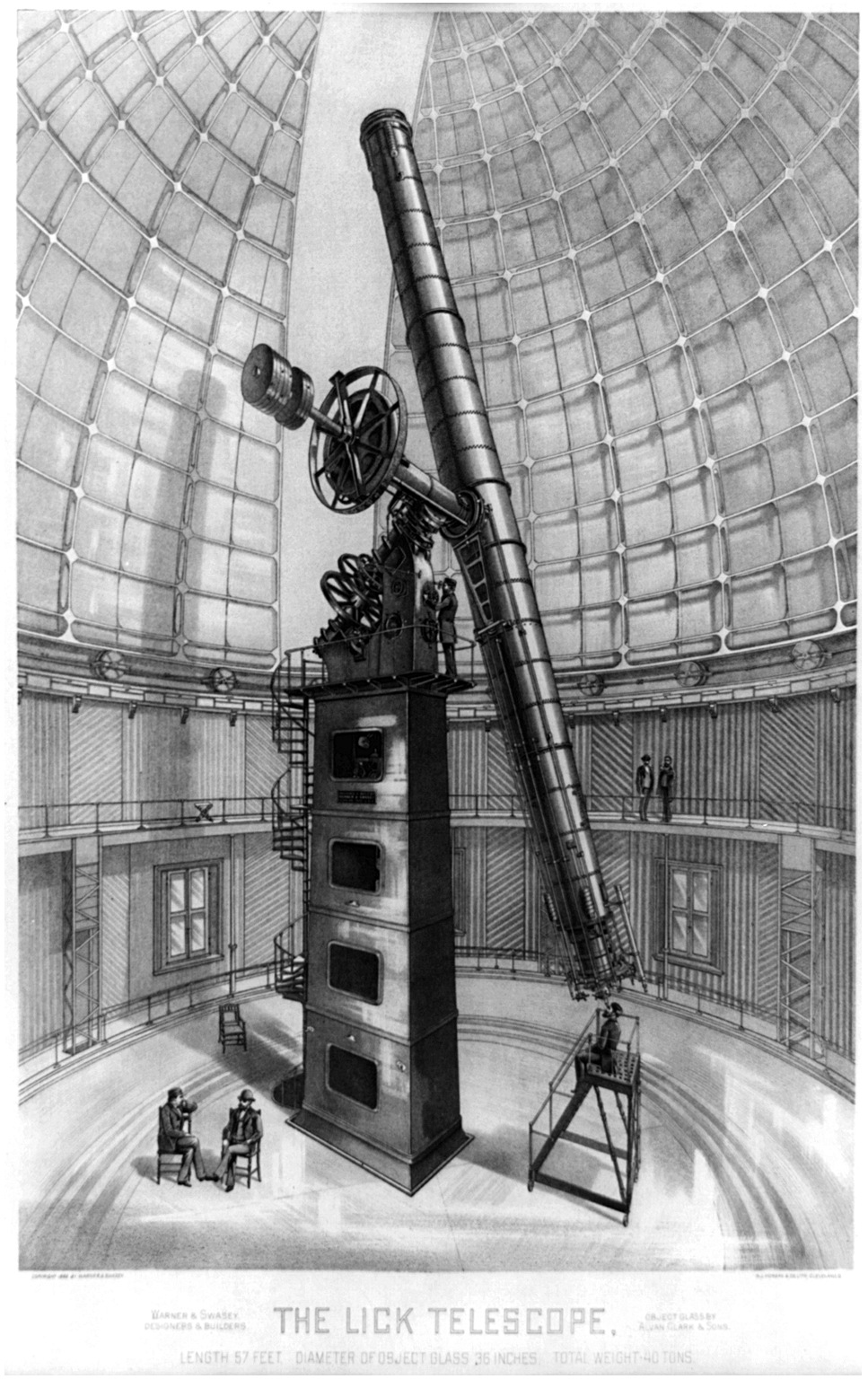
リック天文台の36インチ望遠鏡
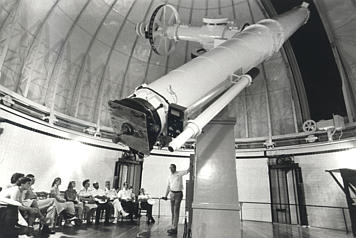
アメリカ海軍天文台の26インチ望遠鏡

## 参考資料
- "Alvan Clark, Astronomy, Biographies". AllRefer.com.
- Deborah Jean Warner and Robert B. Ariail. Alvan Clark & Sons, Artists in Optics. ISBN 0-943396-46-8